# Ouroux
Ouroux är en kommun i departementet Rhône i regionen Auvergne-Rhône-Alpes i östra Frankrike. Kommunen ligger i kantonen Monsols som tillhör arrondissementet Villefranche-sur-Saône. År 2018 hade Ouroux 334 invånare.

## Befolkningsutveckling
Antalet invånare i kommunen Ouroux
| Referens: INSEE |